# Box 1991-2008
Box 1991–2008 é uma coletânea da carreira da banda sueca Kent. A caixa contém praticamente todas as gravações de feitas entre 1991 e 2008. Inclui todos os lados b, diversas gravações demo e todos os álbuns de estúdio. Contém ainda a primeira gravação ao vivo oficial do grupo durante uma apresentação, da música inédita "Håll ditt huvud högt" feita em uma apresentação da banda em sua cidade natal, Eskilstuna em julho de 2008.

## Faixas

### Kent
1. "Blåjeans" (2:57)
2. "Som vatten" (2:53)
3. "Ingenting någonsin" (3:57)
4. "När det blåser på månen" (4:19)
5. "Jag vill inte vara rädd" (3:30)
6. "Vad två öron klarar" (3:42)
7. "Den osynlige mannen" (2:41)
8. "Pojken med hålet i handen" (2:08)
9. "Ingen kommer att tro dig" (3:31)
10. "Stenbrott" (4:18)
11. "Frank" (4:48)

Faixas bônus:
1. "Döda dagar" (3:47)
2. "Håll i mig (Jones och giftet)" (4:36)
3. "Ögon (Jones och giftet)" (5:07)
4. "Klocka (Havsänglar)" (4:40)
5. "Cirkel (Havsänglar)" (3:59)

### Verkligen
1. "Avtryck" (3:11)
2. "Kräm (så nära får ingen gå)" (2:42)
3. "Gravitation" (3:44)
4. "Istället för ljud" (4:22)
5. "10 Minuter (För mig själv)" (3:10)
6. "En timme en minut" (8:08)
7. "Indianer" (3:47)
8. "Halka" (3:03)
9. "Thinner" (3:59)
10. "Vi kan väl vänta tills imorgon" (6:55)

Faixas bônus:
1. "Saker man ser (demo)" (3:16)
2. "Alpha (demo)" (3:30)
3. "Din skugga (demo)" (4:10)

### Isola
1. "Livräddaren" (4:36)
2. "Om du var här" (3:59)
3. "Saker man ser" (3:54)
4. "Oprofessionell" (4:43)
5. "OWC" (3:08)
6. "Celsius" (4:15)
7. "Bianca" (4:55)
8. "Innan allting tar slut" (3:40)
9. "Elvis" (4:33)
10. "Glider" (4:04)
11. "747" (7:47)

Faixas bônus:
1. "OWC (live, 2 Meter Sessions, The Netherlands)" (3:00)
2. "Celsius (live, 2 Meter Sessions, The Netherlands)" (4:04)

### Hagnesta Hill
1. "Kungen är död" (4:17)
2. "Revolt III" (3:10)
3. "Musik non stop" (4:34)
4. "Kevlarsjäl" (4:26)
5. "Ett tidsfördriv att dö för" (4:36)
6. "Stoppa mig juni (Lilla ego)" (06:22)
7. "En himmelsk drog" (4:04)
8. "Stanna hos mig" (3:57)
9. "Cowboys" (5:49)
10. "Beskyddaren" (4:46)
11. "Berg&Dalvana" (4:47)
12. "Insekter" (4:08)
13. "Visslaren" (7:47)

Faixas bônus:
1. "Inhale/Exhale (demo)" (4:04)

### B-sidor 95-00/CD1
1. "Chans" (5:21)
2. "Spökstad" (4:41)
3. "Längtan skala 3:1" (6:51)
4. "Om gyllene år" (2:39)
5. "Noll" (4:28)
6. "Önskar att någon..." (3:56)
7. "Bas riff" (3:39)
8. "Din skugga" (4:04)
9. "Elever" (4:45)
10. "Längesen vi sågs" (4:29)
11. "December" (3:46)
12. "Utan dina andetag" (4:23)
13. "På nära håll" (3:19)

### B-sidor 95-00/CD2
1. "Livrädd med stil" (3:03)
2. "Verkligen" (5:30)
3. "Gummiband" (4:46)
4. "Att presentera ett svin" (4:26)
5. "En helt ny karriär" (4:08)
6. "Rödljus" (3:40)
7. "Pojken med hålet i handen (Hotbilds version)" (4:11)
8. "Kallt kaffe" (3:26)
9. "Den osynlige mannen (Kazoo version)" (2:38)
10. "Slutsats" (2:48)
11. "Rödljus II" (4:34)
12. "En helt ny karriär II" (5:27)

### Vapen & Ammunition
1. "Sundance Kid" (5:09)
2. "Pärlor" (3:55)
3. "Dom andra" (3:46)
4. "Duett" (4:42)
5. "Hur jag fick dig att älska mig" (5:21)
6. "Kärleken väntar" (3:59)
7. "Socker" (5:35)
8. "FF" (4:13)
9. "Elite" (6:05)
10. "Sverige" (2:58)

Faixas bônus:
1. "Vintervila" (4:14)
2. "Lämnar" (4:53)
3. "VinterNoll2" (4:25)
4. "Socker (demo)" (4:36)
5. "Love Undone (demo)" (3:58)

### Du & Jag Döden
1. "400 slag" (4:57)
2. "Du är ånga" (3:51)
3. "Den döda vinkeln" (4:19)
4. "Du var min armé" (3:30)
5. "Palace & Main" (4:05)
6. "Järnspöken" (3:48)
7. "Klåparen" (5:25)
8. "Max 500" (3:35)
9. "Romeo återvänder ensam" (4:03)
10. "Rosor & Palmblad" (4:05)
11. "Mannen i den vita hatten (16 år senare)" (6:37)

Faixas bônus:
1. "M" (4:23)
2. "Välgärningar och illdåd" (3:40)
3. "Nihilisten" (4:14)
4. "Alla mot alla" (4:00)

### The Hjärta & Smärta EP
1. "Vi mot världen" (4:10)
2. "Dom som försvann" (4:54)
3. "Ansgar & Evelyne" (4:16)
4. "Flen/Paris" (3:44)
5. "Månadens erbjudande" (4:10)

Faixas bônus:
1. "Nålens öga" (6:14)

### Tillbaka Till Samtiden
1. "Elefanter" (5:21)
2. "Berlin" (4:36)
3. "Ingenting" (4:17)
4. "Vid din sida" (4:55)
5. "Columbus" (4:26)
6. "Sömnen" (4:08)
7. "Vy Från Ett Luftslott" (4:23)
8. "Våga vara rädd" (3:59)
9. "LSD, någon?" (4:20)
10. "Generation Ex" (4:30)
11. "Ensammast i Sverige" (8:20)

Faixas bônus:
1. "Min värld" (4:06)
2. "Tick Tack" (4:01)
3. "Det kanske kommer en förändring" (5:24)
4. "Ingenting (demo)" (3:47)
5. "Håll ditt huvud högt (Live, Eskilstuna, summer '08)" (5:11)